# The Unseen
Pour le film de Lewis Allen, voir L'Invisible Meurtrier.
The Unseen est un groupe de punk rock américain, originaire de Hingham, dans le Massachusetts. Il est considéré comme l'un des groupes ayant participé au renouveau du street punk. The Unseen est aujourd'hui une référence dans le genre punk hardcore.

## Biographie
Le groupe est formé pendant l'année 1993 à Hingham, dans le Massachusetts, par Mark Unseen et Tripp Underwood, qui étaient alors à l'époque membres du groupe The Extinct.
Le groupe se fait progressivement une réputation, notamment grâce à leur démo intitulée Too Young to Know... Too Reckless to Care parue pendant l'année de leur formation. Après avoir participé à plusieurs compilations punk, le groupe sort un premier album studio, intitulé Lower Class Crucifixion, sorti en 1996 chez A-F Records. The Unseen effectue des tournées dans quasiment tous les continents du globe : l'Europe, l'Amérique du Nord, l'Australie, au Japon et au Mexique avec d'autres groupes punk rock/ hardcore, comme The Bouncing Souls, Rancid, Hatebreed et Sick of It All. En 1999, ils publient leur deuxième album studio, So This Is Freedom?.
En 2000 sort une compilation intitulée Totally Unseen: The Best of the Unseen. En 2002, ils sont rejoints par le batteur Pat Melzard. En 2001, le groupe revient avec l'album he Anger and the Truth publié par le label californien BYO Records, qui est suivi en 2003 par Explode. Ils jouent ensuite en tournée avec Millencolin et au Vans Warped Tour la même année. Russo ne sera plus dans le groupe avant la sortie de State of Discontent deux ans plus tard au label Hellcat Records. En 2008, le groupe totalise six albums studio, le dernier étant intitulé Internal Salvation, sorti en 2007 et deux compilations. Chaque album ayant un succès relativement supérieur au précédent, du notamment à la notoriété grandissante du groupe au fil du temps.
The Unseen restera ensuite inactif jusqu'au 25 mai 2013 ou ils donnent un concert au Fremont Country Club de Las Vegas.

## Membres

### Membres actuels
- Mark Unseen - batterie, chant (1993-2003, depuis 2003)
- Tripp Underwood - basse, chant (depuis 1993)
- Scott Unseen - guitare, chant (depuis 1993)
- Pat Melzard - batterie (depuis 2002)
- Jonny - guitare, chœurs (depuis 2006)

### Anciens membres
- Paul Russo - chant, guitare, basse, batterie (1995-2003)
- Brian « Chainsaw » Reily - guitare, chant (1997-1999)
- Fergus Cullen - chant (1993-1995)

## Discographie
- 1994 : Too Young to Know... Too Reckless to Care (démo)
- 1996 : Lower Class Crucifixion
- 1999 : So This Is Freedom?
- 2000 : Totally Unseen: The Best of the Unseen (compilation)
- 2001 : The Anger and The Truth
- 2002 : The Complete Singles Collection 1994-2000
- 2003 : Explode
- 2005 : State of Discontent
- 2007 : Internal Salvation